# Patalene tellesaria
Patalene tellesaria là một loài bướm đêm trong họ Geometridae.